# Melitaea oreithyia
Melitaea oreithyia är en fjärilsart som beskrevs av Hans Fruhstorfer 1917. Melitaea oreithyia ingår i släktet Melitaea och familjen praktfjärilar. Inga underarter finns listade i Catalogue of Life.